# Maçainhas (Guarda)
Maçainhas é uma povoação portuguesa sede da Freguesia de Maçainhas do Município da Guarda, freguesia com 12,2 km² de área e 977 habitantes (censo de 2021), tendo, por isso, uma densidade populacional de 80,1 hab./km².
Até 22 de agosto de 2003 era conhecida como Maçainhas de Baixo.
A esta freguesia pertencem os lugares de: 
- Chãos
- Cubo
- Gulifar
- Maçainhas
- Prado

## Demografia
A população registada nos censos foi:
| Distribuição da População por Grupos Etários | Distribuição da População por Grupos Etários | Distribuição da População por Grupos Etários | Distribuição da População por Grupos Etários | Distribuição da População por Grupos Etários |
| -------------------------------------------- | -------------------------------------------- | -------------------------------------------- | -------------------------------------------- | -------------------------------------------- |
| Ano                                          | 0-14 Anos                                    | 15-24 Anos                                   | 25-64 Anos                                   | > 65 Anos                                    |
| 2001                                         | 149                                          | 190                                          | 605                                          | 202                                          |
| 2011                                         | 120                                          | 114                                          | 626                                          | 221                                          |
| 2021                                         | 103                                          | 83                                           | 504                                          | 287                                          |

## História
Remonta a 1210 a historia de Maçainhas, tendo nesta localidade, emergido através do mosteiro de Salzedas, vários pomares. Já nessa época era relatado a existência de Maçainhas, Cubo, Prado, Gulifar e Chãos.
Desde os tempos pré-históricos, Maçainhas foi sempre um local de destino de pastores e rebanhos e começo e fim de algumas das mais importantes rotas peninsulares da lã, abertas pelas vias da transumância.
Apesar de indústria têxtil em Maçainhas remontar ao reinado de D. Sancho II (1223 a 1248), é no reinado de D. José (1750 a 1777), com o Marquês de Pombal, que esta se desenvolveu. Em meados do século XVIII inicia-se a produção de cobertores de papa na freguesia.

## Cultura
- Associação "Os Beirões" de Maçainhas. Das mais antigas associações da região ligada ao desporto em várias vertentes, desde futebol, ciclismo, radiomodelismo, entre outros.
- Grupo Coral de Maçainhas.
- Associação Cultural, desportiva e recreativa do Cubo
- Associação O Genuíno Cobertor de Papa, de Maçainhas, criada a 15 de maio de 2018 para defender o Cobertor de Papa da extinção, tentando produzi-lo da forma mais autentica e tradicional. Únicos no mundo.

## Património
- Igreja de Santa Eufémia
- Capela de Santo António (Maçainhas)
- Capela de Santa Maria Madalena (Chãos)
- Capela de Nossa Senhora da Povoa (Cubo)
- Fontes de Mergulho
- Alminhas e Cruzeiros
- Moinhos
- Forno Comunitário (Maçainhas e Chãos)
- Sepulturas Antropomórficas
- Datas Esculpidas nas Casas
- Paisagem para a Barragem do Caldeirão (Chãos)

## Oragos
Na Freguesia de Maçaínhas existem quatro santos: 
- Santa Eufémia, a padroeira da freguesia
- Santo António, o padroeiro da Aldeia de Maçainhas
- Santa Maria Madalena, padroeira dos Chãos e do Prado
- Nossa Senhora da Póvoa, padroeira do Cubo e do Gulifar